# Pantomimteatern
Pantomimteatern är en ideell förening i Stockholm som skriver, producerar och framför föreställningar med mim som huvudsaklig konstform. Med sin verksamhet vänder sig teatern i första hand till barn, men med ett varierat utbud och föreställningar med mångbottnade budskap, och där ordlösheten öppnar för många olika tolkningar vill de även engagera en vuxen publik. 
Sedan 1992 har Pantomimteatern sin fasta scen på Teater Påfågeln på S:t Eriksgatan 84 i Stockholm, vilken de driver tillsammans med Mittiprickteatern. Teatern gör även turnéer med sina produktioner framför allt på teatrar och skolor runt om i Sverige. Ett antal föreställningar har även gästat teatrar och festivaler utomlands. 
Utöver föreställningar gör teatern andra projekt som Skapande Skola där de i samband med föreställningar, eller som fristående workshops, undervisar i mim och kroppsspråk. 

## Organisation
Pantomimteatern är en ideell förening. Den är medlem i Teatercentrum, Svenska Assitej och Scensverige. Teatern innehar verksamhetsstöd från Statens kulturråd, Stockholms Kulturförvaltning, och Region Stockholm, samt ett scenkonststöd från Region Stockholm. 

## Historia
Pantomimteatern startades 1977 av den första avgångsklassen från Statens Dansskolas (numera Dans- och cirkushögskolan) mimlinje ledd av Stanislaw Brosowski. Med i gruppen var bland annat mimaren och skådespelaren Bo W. Lindström, som fortfarande initierar och medverkar i teaterns produktioner. 
Gruppen skapande under ett antal framgångsrika år mimföreställningar på berömda förlagor, däribland Franz Kafkas Processen och Fellinis La Strada. Man skapade även banbrytande barnföreställningar efter egna idéer, till exempel Sigge och Den Lille Samurajen. Arbetet med de originella berättelserna har med tiden kommit att bli ett av Pantomimteaterns signum. 
Under perioden 1987-1992 drev Pantomimteatern Plaza på Odengatan 87 i Stockholm tillsammans med bl.a. Mimensemblen och Bouffonteatern, och skapade därmed Stockholms Mimscen. 
Sedan början av 1990-talet ligger teaterns tonvikt på barn- och ungdomsproduktioner med skol- och familjeföreställningar. 

## Mim som inkluderande konstform
Pantomimteaterns föreställningar utgår från kroppens eget språk och kännetecknas av värme, humor och respekt för publiken. I samverkan med ljus, ljud, mask, scenografi och musik gestaltas berättelser med många bottnar. Den visuella formen passar såväl barn som vuxna, samt personer som saknar utvecklade språk- eller svenskkunskaper.
Ofta används också masker, dockor och videoprojektioner.
Till varje föreställning skrivs också nykomponerad musik.

## Pantomimteatern 40 år
2017 firade Pantomimteatern 40 år. Under höstlovsveckan (v. 44) firades jubileet med föreställningar och workshops på Teater Påfågeln. 
I samband med jubileet tilldelades teatern ett pris för främjande och utveckling av mim som konstform, av World Mime Organisation. 
Under 2024 byter Pantomimteatern namn till Mimteatern. 

## Priser och utmärkelser
1980 fick Pantomimteatern DN På Stans Kasperpris med motiveringen "Pantomimteatern är något av pionjärer för en i Sverige tämligen ovanlig konstform. Med sitt tysta kroppsspråk och sin utsökta teaterkänsla sätter den publikens fantasi i rörelse och låter den vara medskapande". 
I samband med dess 25-årsjubileum 2002 belönades Pantomimteatern med Svenska teaterkritikers förenings pris för årets Barn- och ungdomsteater. Priset delades ut i samband med Teaterbiennalen (numera Scenkostbiennalen) i Uppsala 2003, där Pantomimteatern även medverkade med sin föreställning Ilja och Racko - två Bröder. 
Under Stockholms Mimfestival 2011 tilldelades Pantomimteaterns föreställning Charlies Unge pris för årets bästa föreställning. Priset delades ut av Boulevardteatern som beskrev föreställningen som "en lysande, varmhjärtad och teknisk briljant föreställning där drama och slapstick förenas i en kongenial form".
2018 tilldelades Pantomimteatern "Special WMO award for promotion and development of the art of mime for 40 years of great work" av World Mime Organisation. Priset delades ut i Belgrad den 22 mars 2018. 

## Internationellt
En av Pantomimteaterns första föreställningar, Jakten på näktergalen, spelades på turné i Grekland under 1979. 
År 1985 gästspelade pantomimteaterns adaption av La Strada på Dublin Theatre Festival. The Irish Times skrev efter föreställningen att Pantomimteatern "must be among the greatest mime artists to ever perform in Dublin" och Evening Herald hade som rubrik "Swedish mime group sparkle". 
Föreställningen Morfar och drömtutan spelades på Youth Theatre of Vietnam i Hanoi år 2010. Samma år spelades Kropposkåpet i Uleåborg, Finland. 
Charlies unge, en föreställning från 2011 baserad på Charlie Chaplins The Kid, har spelats under FamFest i Santiago 2013, på Brooklyn Academy of Music i New York 2014 och i Seoul under Summer Performance Arts Festival i Miryang 2015.
I Herthas ateljé spelades under Festspillene i Bergen i Norge 2016.
I mars 2018 gästade föreställningen Vid skogens slut Subotica och Belgrad. Då gjordes även en workshop i ett flyktingläger.
HOPPET - för jag dog inte spelades vid Mime Wave Festival i Kiev i Ukraina, samt i Sydkorea(via Assitej) och i Norge 2019.

## Produktioner
| Premiär | Titel                                     | Övrig information |
| ------- | ----------------------------------------- | --- |
| 1977    | Rörelse                                   | |
| 1977    | Sagan om de Ombytta huvudena              | |
| 1977    | Mima med Oss                              | En serie program för TV |
| 1978    | Cirkus Mim                                | |
| 1979    | Jakten på Näktergalen                     | Spelades på turné i Grekland under 1979 |
| 1981    | Processen                                 | Baserad på Franz Kafkas bok med samma titel |
| 1981    | Giovannis Gåva                            | |
| 1983    | Sigge                                     | |
| 1984    | La Strada                                 | Spelades under Dublin Theatre Festival 1985 Baserad på Federico Fellinis film med samma titel |
| 1985    | Den Lille Samurajen                       | |
| 1986    | Kraken och Draken                         | |
| 1986    | Sandkvinnan                               | |
| 1987    | Slutsatsen                                | |
| 1987    | Game Over                                 | |
| 1988    | Sopungar                                  | |
| 1989    | Fata Morgana                              | |
| 1989    | Tokstollar i Sjönöd                       | |
| 1991    | Vågspel                                   | |
| 1991    | Osynliga Barnet                           | fritt efter Tove Jansson |
| 1993    | Parklådans Hemlighet                      | |
| 1995    | Säg vad du Ser när du Hör vad du Tänker   | |
| 1995    | Stolarna                                  | av Ionesco |
| 1996    | Sagan om Farbrorn som inte kunde Somna    | |
| 1997    | Perfekta Pernilla                         | |
| 1999    | Freja - Flickan som gick i Takt med Tiden | |
| 2001    | Ilja och Racko - två Bröder               | |
| 2002    | Pierrots Hemlighet                        | |
| 2004    | Ge mig Vingar                             | |
| 2004    | Harlekinas Show                           | |
| 2005    | Längtans Karusell                         | |
| 2007    | I Cirkusvagnens Gömslen                   | |
| 2007    | Den Bortglömda Kungen                     | |
| 2008    | Tellus                                    | |
| 2009    | Morfar och Drömtutan                      | Spelades på Youth Theatre of Vietnam 2010 |
| 2009    | Kropposkåpet                              | Spelades i Uleåborg, Finland 2010 |
| 2011    | Charlies Unge                             | Baserad på Charlie Chaplins film The Kid Pantomimteatern var den första teatern i världen som fick rättigheterna att göra en teaterföreställning på Chaplins film Tilldelades i samband med Stockholms Mimfestival 2011 pris för årets bästa föreställning Spelades på FamFest i Santiago 2013 Spelades på Brooklyn Academy of Music 2014 Spelades på Summer Performance Arts Festival i Seoul 2015 |
| 2012    | Pierrot på Operan                         | I samarbete med Kungliga Operan |
| 2012    | Bokstavligt                               | |
| 2012    | Plask I                                   | I samarbete med Parkteatern |
| 2013    | Plask II                                  | I samarbete med Parkteatern |
| 2013    | Det Gyllene Snittet                       | |
| 2014    | Den Vita Stenen                           | Adaption av boken med samma titel av Gunnel Linde |
| 2014    | Kapten Smajling och Silla Vågar           | en föreställning i simhallar, med stöd av Arvsfonden |
| 2015    | Jag tycker om Mig                         | |
| 2015    | I Herthas Ateljé                          | Föreställningen är en homage till Hertha Hillfon (1921-2013) och hennes konstnärskap Spelades under Festspillene 2016 |
| 2017    | HOPPET - för jag dog inte                 | En föreställning om barn på flykt baserad på samtal med barn som flytt till Sverige Spelades på Mime Wave Festival i Ukraina samt i Sykorea (Assitej) och i Kristiansand 2019 |
| 2017    | Besser & Wisser                           | Två knasbollar till snickare gör tokigt och fel. Slapstick |
| 2018    | Vid skogens slut...                       | Om att bjuda in och räcka ut en hjälpande hand till de som behöver. Bygger på barnramsan I ett hus vid skogens slut...Spelades i Subotica och Belgrad 2018 |
| 2019    | Blanca & Bianca                           | |
| 2020    | Bobos Ballonger                           | Om stora känslor för små barn (fr 3 år) |
| 2021    | Pirret                                    | Föreställning för mellanstadiet om pubertet och pirr i både knoppen och kroppen |
| 2021    | Lust                                      | Ett triangeldrama för högstadiet om sexualitet, samtycke och relationer |
| 2022    | Kan änglar ha mustasch?                   | om död, sorg och längtan (för barn från 5 år) |
| 2023    | Ego                                       | Vem är jag och vem förväntas jag att vara? (fr 9 år) |
| 2024    | Guld                                      | Rymdhäxor flyger ner för att rädda människorna (och planeten jorden) från att drunkna av alla saker och grejer. Clown (för alla fr 4 år) |
| 2024    | MiN!                                      | en föreställning om vad som är mitt och ditt och hur man ska hantera alla dessa starka känslor! (2-5 år) |